# 미나미오사와역
미나미오사와역(일본어: 南大沢駅)은 일본 도쿄도 하치오지시에 위치한 게이오 전철 사가미하라 선의 철도역이다. 역 번호는 KO 43이며, 상대식 승강장 2면 2선의 구조를 갖춘 고가역이다.

## 타는 곳
| 1 | 사가미하라 선 | 하행 | 하시모토 방면                                                 |
| 2 | 사가미하라 선 | 상행 | 조후 · 메이다이마에 · 사사즈카 · 신주쿠 · 도영 신주쿠 선 방면 |

## 이용 현황
| 연도별 1일 평균 하차 승차 인원 | 연도별 1일 평균 하차 승차 인원 | 연도별 1일 평균 하차 승차 인원 |
| 연도                           | 평균 하차 인원                 | 평균 승차 인원                 |
| ------------------------------ | ------------------------------ | ------------------------------ |
| 1988년                         | 7,563                          |                                |
| 1989년                         | 5,027                          |                                |
| 1990년                         | 13,216                         | 6,307                          |
| 1991년                         | 21,328                         | 10,604                         |
| 1992년                         | 26,488                         |                                |
| 1993년                         | 28,769                         | 14,419                         |
| 1994년                         | 31,353                         | 15,710                         |
| 1995년                         | 33,460                         | 16,697                         |
| 1996년                         | 34,181                         | 17,052                         |
| 1997년                         | 35,085                         | 17,915                         |
| 1998년                         | 38,113                         | 19,255                         |
| 1999년                         | 39,414                         | 19,683                         |
| 2000년                         | 44,004                         | 22,104                         |
| 2001년                         | 46,207                         | 23,197                         |
| 2002년                         | 48,947                         | 24,597                         |
| 2003년                         | 50,554                         | 25,333                         |
| 2004년                         | 51,123                         | 25,633                         |
| 2005년                         | 51,585                         | 25,778                         |
| 2006년                         | 52,992                         | 26,430                         |
| 2007년                         | 56,238                         | 27,932                         |
| 2008년                         | 58,193                         | 28,915                         |
| 2009년                         | 60,501                         | 30,055                         |
| 2010년                         | 60,396                         | 29,970                         |
| 2011년                         | 60,097                         | 29,779                         |
| 2012년                         | 61,111                         | 30,240                         |
| 2013년                         | 62,530                         |                                |

## 역 주변
- 수도 대학 도쿄 미나미오사와 캠퍼스
- 미쓰이 아울렛 파크 미나미오사와에키
- 야마사키 가쿠엔 대학
- 프레스코 미나미오사와
  - 하치오지 시청 미나미오사와 사무소
  - 하치오지 시 보건 복지 센터
  - 하치오지 시 미나미오사와 시민 센터
  - 하치오지 시 미나미오사와 문화관

## 인접 역
| 게이오 전철 사가미하라 선         | 게이오 전철 사가미하라 선           | 게이오 전철 사가미하라 선      |
| --------------------------------- | ----------------------------------- | ------------------------------ |
| KO 41 게이오 다마 센터 조후 방면  | ■ 특급 · ■ 준특급 · ■ 급행          | 하시모토 KO 45 하시모토 방면   |
| KO 42 게이오 호리노우치 조후 방면 | ■ 구간 급행 · ■ 쾌속 · ■ 각 역 정차 | 다마사카이 KO 44 하시모토 방면 |